# Acantholophus
Acantholophus är ett släkte av skalbaggar. Acantholophus ingår i familjen vivlar.

## Dottertaxa tillAcantholophus, i alfabetisk ordning[1]
- Acantholophus adelaidae
- Acantholophus alpicola
- Acantholophus amycteroides
- Acantholophus angasi
- Acantholophus angusticollis
- Acantholophus apicalis
- Acantholophus approximatus
- Acantholophus aruntarum
- Acantholophus aureolus
- Acantholophus bivittatus
- Acantholophus blackburni
- Acantholophus blandensis
- Acantholophus brevicornis
- Acantholophus browni
- Acantholophus coenosus
- Acantholophus convexiusculus
- Acantholophus crassidens
- Acantholophus crenaticollis
- Acantholophus cupreomicans
- Acantholophus denticollis
- Acantholophus dixoni
- Acantholophus doddi
- Acantholophus dumosus
- Acantholophus echidna
- Acantholophus echinatus
- Acantholophus eximius
- Acantholophus foveirostris
- Acantholophus franklinensis
- Acantholophus fuscovittatus
- Acantholophus gladiator
- Acantholophus granulatus
- Acantholophus gravicollis
- Acantholophus halmaturinus
- Acantholophus howitti
- Acantholophus humeralis
- Acantholophus hypoleucus
- Acantholophus hystrix
- Acantholophus irroratus
- Acantholophus kreffti
- Acantholophus lateralis
- Acantholophus marshami
- Acantholophus mastersi
- Acantholophus maximus
- Acantholophus montanus
- Acantholophus mucronatus
- Acantholophus murchisoni
- Acantholophus nanus
- Acantholophus nasicornis
- Acantholophus niveovittatus
- Acantholophus ocelliger
- Acantholophus orientalis
- Acantholophus parvulus
- Acantholophus planicollis
- Acantholophus posticalis
- Acantholophus rugiceps
- Acantholophus scabrosus
- Acantholophus scaphirostris
- Acantholophus sellatus
- Acantholophus serraticollis
- Acantholophus simplex
- Acantholophus simulator
- Acantholophus sordidus
- Acantholophus spinifer
- Acantholophus spinosus
- Acantholophus squalidus
- Acantholophus squamosus
- Acantholophus sublobatus
- Acantholophus subtridentatus
- Acantholophus suttoni
- Acantholophus suturalis
- Acantholophus tasmaniensis
- Acantholophus tatei
- Acantholophus tennantensis
- Acantholophus terraereginae
- Acantholophus terrae-reginae
- Acantholophus tragocephalus
- Acantholophus transitus
- Acantholophus tribulus
- Acantholophus tridentatus
- Acantholophus truncaticornis